# Бубрежна папила
Бубрежна папила је врх бубрежне пирамиде, смештен на граници између бубрежне сржи и малих чашица бубрежног сабирног система. Бубрежна папила садржи завршне делове сабирних канала нефрона, или папиларних канала, који преносе мокраћу добијену из  тубула у мању чашицу.
Бројни мали отвори папиларних канала на површини бубрежне папиле дају јој изразит ситасти изглед; овај део бубрежне папиле се стога назива крибриформна област.